# Vera Nilsson (skådespelare)
Vera Villy Margareta Nilsson, född 14 november 1913 i Katarina församling i Stockholm, död 27 oktober 1969 i Johannes församling i Stockholm, var en svensk skådespelare som även var känd under namnet Vera Nilo.
Nilsson var från 1937 gift med den franske direktören Joseph Michel Pierre Henneguy och från 1960 med Axel Oskar Rosendal. Hon är begravd på Sandsborgskyrkogården i Stockholm.

## Filmografi
- 1931 – Brokiga blad
- 1932 – Lyckans gullgossar